# Martina Fidanza
Martina Fidanza (ur. 5 listopada 1999 w Ponte San Pietro) – włoska kolarka torowa i szosowa, czterokrotna medalistka mistrzostw świata.

## Kariera
Pierwszy sukces w karierze osiągnęła w 2016 roku, kiedy zdobyła srebrny medal w drużynowym wyścigu na dochodzenie na torowych mistrzostwach świata juniorów w Aigle. Rok później zdobyła złote medale w drużynowym wyścigu na dochodzenie i scratchu mistrzostwach świata juniorów w Montichiari. W 2019 roku wystąpiła na igrzyskach europejskich w Mińsku, zdobywając srebro w scratchu. Podczas torowych mistrzostw Europy w Płowdiwie w 2020 roku zdobyła złoty medal w scratchu. Następnie zdobywała srebrne medale w drużynowym wyścigu na dochodzenie na mistrzostwach Europy w Grenchen i mistrzostwach świata w Roubaix (2021), mistrzostwach Europy w Monachium (2022) i mistrzostwach Europy w Grenchen (2023) oraz złoty podczas mistrzostw świata w Yvelines (2022). Równocześnie została mistrzynią świata w scratchu w latach 2021 i 2022. W pierwszych zawodach wyprzedziła Holenderkę Maike van der Duin i Jennifer Valente z USA, a w drugich van der Duin i Jessicę Roberts z Wielkiej Brytanii. 